# Ken-Marti Vaher
Ken-Marti Vaher (ur. 5 września 1974 w Tallinnie) – estoński polityk, prawnik, parlamentarzysta, minister sprawiedliwości w latach 2003–2005, od 2011 do 2014 minister spraw wewnętrznych.
Ukończył w 1992 Szkołę Średnią nr 7 w Tallinnie, a w 1996 studia prawnicze na Uniwersytecie w Tartu. Pracował jako doradca Komisji Konstytucyjnej Zgromadzenia Państwowego i głównego audytora kraju. W latach 1999–2001 pełnił funkcję dyrektora biura kontroli. Później przeszedł do pracy partyjnej, został sekretarzem generalnym nowo powołanego ugrupowania Res Publica, a w 2002 radnym Tallinna.
W 2003 uzyskał mandat posła do Riigikogu, wkrótce po wyborach w kwietniu tegoż roku powołano go na urząd ministra sprawiedliwości w gabinecie Juhana Partsa. W 2005 parlament przegłosował wobec niego wotum nieufności po tym, jak przedstawił niezaakceptowany program zwalczania korupcji. Konsekwencją tej decyzji było podanie się urzędującego premiera do dymisji i rozpad koalicji rządowej. Ken-Marti Vaher w kwietniu 2005 odszedł ze stanowiska, wrócił do pracy w Zgromadzeniu Państwowym. W 2007 i 2011 uzyskiwał reelekcję z ramienia współtworzonej przez swoją dotychczasową partię formacji Isamaa ja Res Publica Liit. W kwietniu 2011 ponownie wszedł w skład rządu – Andrus Ansip powierzył mu resort spraw wewnętrznych. Stanowisko to zajmował do marca 2014. W 2015 utrzymał mandat poselski na kolejną kadencję.